# Machelonia
Nella geografia dell'antichità classica, la Machelonia era una regione storica dell'Anatolia, situata lungo la costa sudorientale del Mar Nero, in un territorio non meglio definito tra i monti Moschici e il fiume Fasi; Plinio, invece, menziona come confini del loro territorio i fiumi Ophis e Prytanis.

## Storia
La Machelonia era stata parte dell'Impero medo e poi dell'Impero persiano, in quel momento governato dalla dinastia achemenide. Durante l'età ellenistica la regione fu parte del Regno del Ponto, finché quest'ultimo non entrò in crisi, diventando nel I secolo a.C. regno cliente dell'Impero romano. In questa fase di debolezza dei sovrani pontici, i Macroni, che abitavano l'Anatolia orientale, formarono una lega con la limitrofa federazione tribale colchica che univa gli Eniochi ai Sannoi. Lo storiografo romano Tacito riporta come nel 58 la Lega razziarono il regno d'Armenia, in quel momento governato dalla dinastia persiana degli Arsacidi. Nel 64 il regno del Ponto venne definitivamente annesso all'Impero romano per volontà di Nerone, pertanto la Machelonia venne incorporata prima nella provincia di Galazia e poi in quella di Cappadocia. Tuttavia, nel 69 i Macroni ed Eniochi si ribellarono al dominio di Roma e saccheggiarono Trebisonda, ma i romani riuscirono a reprimere la rivolta e a riprendere il controllo della regione. Cassio Dione menziona che l'imperatore Traiano fece dei doni ad Anchialos, re cliente di Eniochi e Macroni, il quale partecipò tra le file romane alle campagne partiche di Traiano. Questo monarca viene citato anche in una lettera del 134 scritta da Arriano all'imperatore Adriano e anche Luciano di Samosata menziona il loro sovrano, ma il racconto sembra essere del tutto fittizio. Sempre Cassio Dione afferma che l'usurpatore armeno Pacoro, il quale aveva ucciso il re di Macroni ed Eniochi, venne prima deportato a Roma da Lucio Vero, per poi essere esiliato in Britannia da Marco Aurelio. In virtù della sua vicinanza al confine tra i due imperi, la regione oscillò spesso tra l'influenza romana e quella persiana. Nel Res Gestae Divi Saporis, iscrizione trilingue della metà del III secolo realizzata per volontà di Sapore I, la Machelonia figura come regno cliente dell'Impero persiano sotto la dinastia sassanide, dove il termine sembra essere utilizzato come sinonimo di Colchide. All'inizio degli anni '80 del III secolo la regione tornò nuovamente sotto il controllo dei romani, e da quel momento la Machelonia non compare più come entità politica autonoma o semiautonoma.